# Do the Collapse
Do the collapse is het 12e studioalbum van de Amerikaanse indierockband Guided by Voices. Het is tevens het eerste album dat de band uitbracht op het label TVT Records. Het album werd geproduceerd door Ric Ocasek (The Cars). Do the collapse werd matig ontvangen. De band stond tot dan toe bekend om hun lo-fi opnames met opvallende momenten. Dat begon volgens critici voorspelbaar te worden en het aantrekken van een grote producer bracht daar geen verandering in. Stephen Thomas Erlewine van AllMusic merkte op: "It's hard to blame the major label, actually, because Do the Collapse simply doesn't work. It's not that Ocasek's production is inappropriate, or that the expanded song lengths feel wrong, it's that Pollard is stuck in a rut."

## Tracklist
Alle muziek en teksten zijn geschreven door Robert Pollard. 
| Nr. | Titel                                               | Duur |
| --- | --------------------------------------------------- | ---- |
| 1.  | Teenage FBI                                         | 2:53 |
| 2.  | Zoo pie                                             | 2:18 |
| 3.  | Things I will keep                                  | 2:25 |
| 4.  | Hold on hope                                        | 3:31 |
| 5.  | In stitches                                         | 3:39 |
| 6.  | Dragons awake!                                      | 2:08 |
| 7.  | Surgical focus                                      | 3:48 |
| 8.  | Optical hopscotch                                   | 3:01 |
| 9.  | Mushroom art                                        | 1:47 |
| 10. | Much better Mr. Buckles                             | 2:24 |
| 11. | Wormhole                                            | 2:33 |
| 12. | Strumpet eye                                        | 1:58 |
| 13. | Liquid Indian                                       | 3:38 |
| 14. | Wrecking now                                        | 2:33 |
| 15. | Picture me big time                                 | 4:01 |
| 16. | An unmarketed product                               | 1:08 |
| 17. | Avalanche aminos (Bonustrack op de Japanse uitgave) | 2:10 |

## Personeel

### Bezetting
- Robert Pollard, zang, gitaar
- Doug Gillard, zang, gitaar, keyboard
- Greg Demos, bas
- Jim MacPherson, drums

Enkele nummers zijn muzikaal ondersteund door The Soldier String Quartet met arrangement van David Soldier. 

### Productie
- Ric Ocasek, producer